# Tahmina Kohistani
 Tahmina Kohistani  (Kapisa, 10 juni 1990) is een Afghaans atlete, die actief is op alle sprintnummers. Ze nam deel aan de Olympische Spelen in Londen. Kohistani werd in de voorrondes met een persoonlijk record van 14,42 echter uitgeschakeld door haar negende positie.

## Persoonlijke records
Outdoor
| Onderdeel | Prestatie | Datum           | Plaats |
| --------- | --------- | --------------- | ------ |
| 100 m     | 14,42 s   | 3 augustus 2012 | Londen |

Indoor
| Onderdeel | Prestatie   | Datum         | Plaats    |
| --------- | ----------- | ------------- | --------- |
| 60 m      | 9,32 s (NR) | 10 maart 2012 | Istanboel |

## Palmares

### 60 m
- 2012: 8e in serie WK indoor - 9,32 s

### 100 m
- 2008: 9e in serie WK junioren - 15,00 s
- 2012: 9e in voorronde OS - 14,42 s